# Ptychosperma mooreanum
Ptychosperma mooreanum är en enhjärtbladig växtart som beskrevs av Frederick Burt Essig. Ptychosperma mooreanum ingår i släktet Ptychosperma och familjen Arecaceae. Inga underarter finns listade i Catalogue of Life.